# Oswaldo Méndez
Pour les articles homonymes, voir Méndez.
Oswaldo Méndez (né le 18 décembre 1956) est un cavalier guatémaltèque de saut d’obstacles.
Il est présent aux Jeux olympiques d'été de 1976 à Montréal où il se classe 22e de l'épreuve individuelle et aux Jeux olympiques d'été de 1980 à Moscou, où il est 4e de l'épreuve individuelle.